# Кручинино
Кручинино (баш. Кручинин) — деревня в Уфимском районе Башкортостана, входит в состав Николаевского сельсовета.

## Население
| 2002 | 2009 | 2010 |
| ---- | ---- | ---- |
| 13   | ↗14  | ↘10  |

Национальный состав
Согласно переписи 2002 года, преобладающая национальность — русские (92 %).

## Географическое положение
Расстояние до:
- районного центра (Уфа): 32 км,
- центра сельсовета (Николаевка): 6 км.
- ближайшей ж/д станции (Уфа): 32 км.

## Известные уроженцы
- Михайлов, Александр Фадеевич (20 апреля 1925 — 2 января 1944) — пулемётчик мотострелкового батальона 69-й механизированной бригады 9-го механизированного корпуса 3-й гвардейской танковой армии Воронежского фронта, рядовой, Герой Советского Союза (1943)[5][6].